# Ceremonia de apertura de los Juegos Olímpicos de Pekín 2008
La Ceremonia de apertura de los XXIX Juegos Olímpicos se celebró el 8 de agosto de 2008 en el Estadio Nacional de Pekín, conocido comúnmente como "Nido de pájaros".
El Comité Organizador de los Juegos de Pekín (BOCOG) organizó, en marzo de 2006 un concurso para seleccionar una propuesta de las ceremonias inaugural y de clausura y, de las 409 propuestas recibidas fueron seleccionadas cinco.

## Equipo de diseño

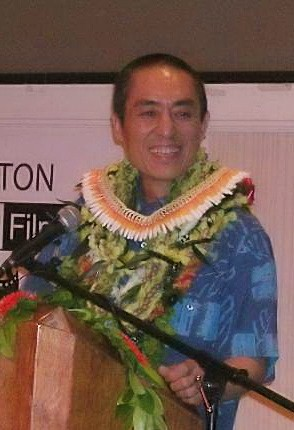
El director chino Zhang Yimou desempeñó el cargo de director jefe en la organización de la ceremonia de apertura.

En 16 de abril de 2006, el BOCOG anunció que el director de cine chino Zhang Yimou había sido elegido como director jefe del equipo encargado de la organización de la ceremonia. Los coreógrafos Zhang Jigang y Chen Weiya fueron elegidos como subdirectores, mientras que el director y productor estadounidense Steven Spielberg, junto con el australiano Richard Birch, que ya organizó la ceremonia de apertura de los Juegos Olímpicos de Sídney 2000, y el francés Yves Pepinlo, fueron elegidos como asesores artísticos.

"Me siento muy honrado por haber sido designado director jefe de las ceremonias. Es una tarea gigantesca, pero prometo que la cumpliré con éxito".
Zhang Yimou 

"Mediante las artes visuales, la música, el baile y la celebración de la vida, todos contribuiremos a hacer de las ceremonias de apertura y clausura de los Juegos Olímpicos las más emocionantes jamás vistas".
Steven Spielberg

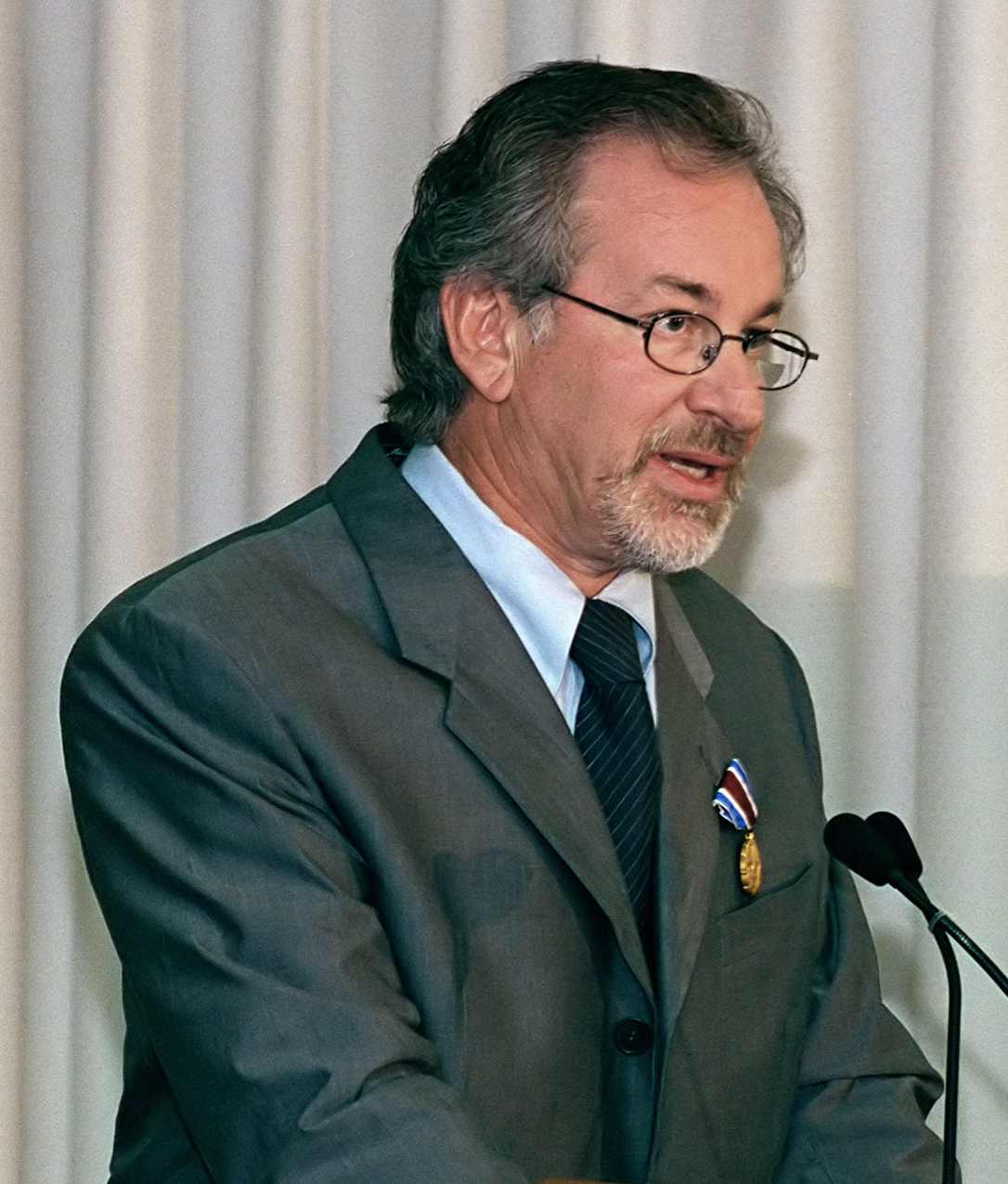
Steven Spielberg abandonó su puesto como asesor artístico a causa del apoyo de China al gobierno de Sudán en el conflicto de Darfur.

En julio de 2007, el representante de Spielberg, Andy Spahn, anunció en la cadena de televisión ABC que su cliente se estaba planteando dejar su puesto como asesor debido al apoyo de China hacia el gobierno de Sudán en el conflicto de Darfur. Unos meses antes, la actriz y embajadora de UNICEF Mia Farrow había comentado al director que si tenía conocimiento de dicho apoyo y le comparó con la cineasta alemana Leni Riefenstahl, que aclamó el régimen nazi en su película Olympia, un retrato de los Juegos Olímpicos de Berlín 1936. Tras esto, el propio Spielberg escribió en abril al presidente chino Hu Jintao para advertirle de que si no cambiaba su posición hacia Sudán, dejaría su cargo los Juegos. Tras varios intentos de reunirse con autoridades chinas para discutir el asunto, finalmente, en febrero de 2008, el director dejó el puesto.

"Ahora mismo no puedo ocuparme de las ceremonias olímpicas, sino en trabajar para poner fin a los indescriptible crímenes contra la humanidad que están ocurriendo en Darfur"
Steven Spielberg.

## Polémicas

### Difusión de los ensayos
El 29 de julio de 2008, SBS, una cadena de televisión privada de Corea del Sur, difundió imágenes de un ensayo de la ceremonia de apertura. El BOCOG y el Comité Olímpico Internacional mostraron su decepción por lo ocurrido y mientras que SBS dijo que grabaron el ensayo de forma legítima, una de las responsables de comunicación del BOCOG, Wang Hui, aseguró que eran imágenes robadas, ya que no habían invitado a ningún medio al ensayo. Esto provocó dudas sobre la seguridad en el estadio y por ello la organización prohibió la entrada de cámaras en el ensayo abierto al público del 2 y el 5 de agosto.
El vídeo llegó también rápidamente a Internet y, aunque fue eliminado más tarde, algunas páginas web fueron bloqueadas por el gobierno chino.

### Boicot
El 14 de marzo de 2008 se desencadenó una revuelta debido a las manifestaciones tibetanas que reclamaban por la autonomía de la región. La represión policial acabó con varios muertos y como resultado, los dirigentes de algunos países se plantearon la posibilidad de no acudir a la ceremonia de apertura de los Juegos, mientras que otros, como el primer ministro polaco Donald Tusk, confirmaron directamente que no asistirían.
El primer ministro británico, Gordon Brown, confirmó que solo acudiría a la ceremonia de clausura para recoger el testigo olímpico para los Juegos de 2012 y que su ausencia en la ceremonia de apertura no se debía a ningún boicot a causa de los problemas del Tíbet. De la misma forma, la canciller de Alemania, Angela Merkel, confirmó que no asistiría a la ceremonia de apertura, pero no con el objetivo de boicotearla.
En Estados Unidos, la excandidata a la Casa Blanca Hillary Clinton aconsejó al presidente George W. Bush que no acudiera a la ceremonia a no ser que el gobierno chino cambiara su política con respecto al Tíbet y al conflicto de Darfur, pero finalmente se confirmó que Bush acudiría junto con su esposa a la ceremonia.
En un principio, el presidente francés Nicolas Sarkozy aseguró que no habría boicot y que acudiría a los Juegos Olímpicos, aunque poco después dijo que no acudiría hasta China se reuniera con el dalái lama, el líder espiritual de los tibetanos. A pesar de que el diálogo entre ambas partes se estancó en dos ocasiones, Sarkozy anunció en julio que finalmente acudiría a la ceremonia.

## Serie de eventos durante la ceremonia

### Bienvenida

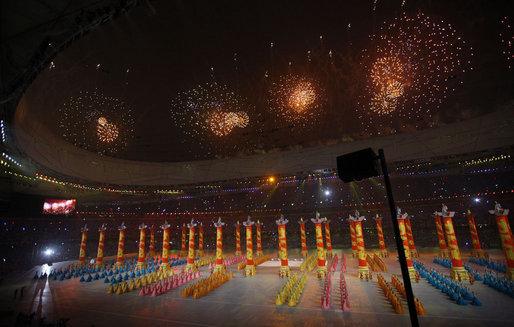
Fuegos artificiales en el Estadio Nacional de Pekín

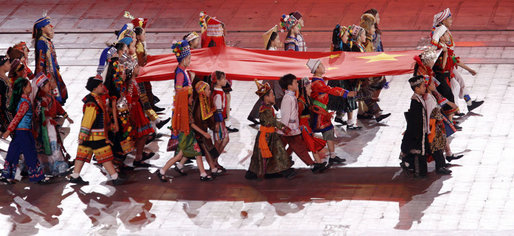
La bandera de China siendo entregada a los soldados del Ejército

La ceremonia de apertura se inició con una danza contemporánea, 2,008 percusionistas de fou realizaron una presentación sincronizada utilizando este instrumento. Los de la inauguración tenían un marco luminoso compuesto por leds rodeando cada instrumento, con lo que producían tanto efecto musical como de display, con los que se realizaban caracteres y números con cuenta atrás luminosos.
Un total de 29 fuegos artificiales a modo de huellas se encendieron cada segundo, uno tras otro, desde afuera de la cancha, pasando a lo largo del eje central de la ciudad de Pekín, hasta el Estadio Nacional. Los fuegos artificiales simbolizaron cada una de las 29 Olimpiadas, y celebraron la invención de la pólvora, que es uno de los cuatro grandes inventos chinos.
Se pasó entonces a 56 niños que representan a los 56 grupos étnicos de la China moderna, cada uno vestido con su traje étnico. Ellos marcharon con la bandera de la República Popular de China, además, la niña Yang Peiyi, que no se vio, cantó una canción de alabanza a la Madre Patria, mientras se veía a Lin Miaoke vestida de rojo en un estrado.
La bandera de la República Popular de China fue entregada a los soldados del Ejército y su himno fue cantado por 224 miembros del coro, mientras que la bandera ondeaba.

### Sección artística

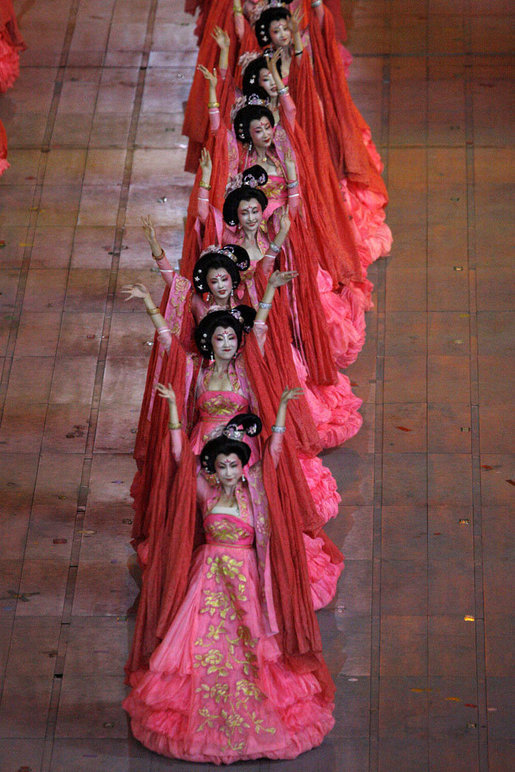
Una de las actuaciones realizadas durante la ceremonia.

Se hizo un reconocimiento a la cultura de China. Todo comenzó con un pergamino gigante que se abrió en el centro del estadio. En el centro del mismo había una hoja gigante de papel, que iba siendo pintada por hombres con pintura en las manos. Esto representó una alegoría al papel, una de las invenciones chinas. 
A continuación vino una alegoría a la caligrafía china, con bloques de imprenta gigantes que se movían mientras varios danzantes hacían lo suyo.
A continuación se representó una alegoría a la ópera de Pekín, con marionetas que representaban escenas típicas de esa clase de teatro. 
Más adelante, una mujer bailó sobre un mapa de la Ruta de la Seda mientras varios bailarines portaban imágenes de juncos, recordando los siete viajes de la flota de Zheng He. 
Posteriormente se pasó a representar una alegoría de la China Imperial, con bailarinas vestidas en trajes antiguos y columnas con dragones rememorando la Dinastía Tang. 
A continuación el pianista chino LangLang interpretó una melodía con una niña mientras hombres con trajes iluminados formaban la paloma de la paz y el Estadio Nacional de Pekín.
Al final, salió un globo gigante con acróbatas a su alrededor y pancartas con sonrisas de niños, mientras que el cantante local Liu Huan y la británica Sarah Brightman cantaban "You and Me". Justo antes del desfile de las naciones, un grupo de maestros de taichí hicieron una demostración de su arte.

### Desfile de naciones
Primero entró el equipo nacional de Grecia, país que tradicionalmente entra en primer lugar, y al último la República Popular de China, ya que tradicionalmente el país anfitrión marcha el último. Los demás equipos nacionales no entraron en la forma clásica por orden alfabético, sino según el número de trazos en la primera letra de su nombre escrito con caracteres chinos simplificados.

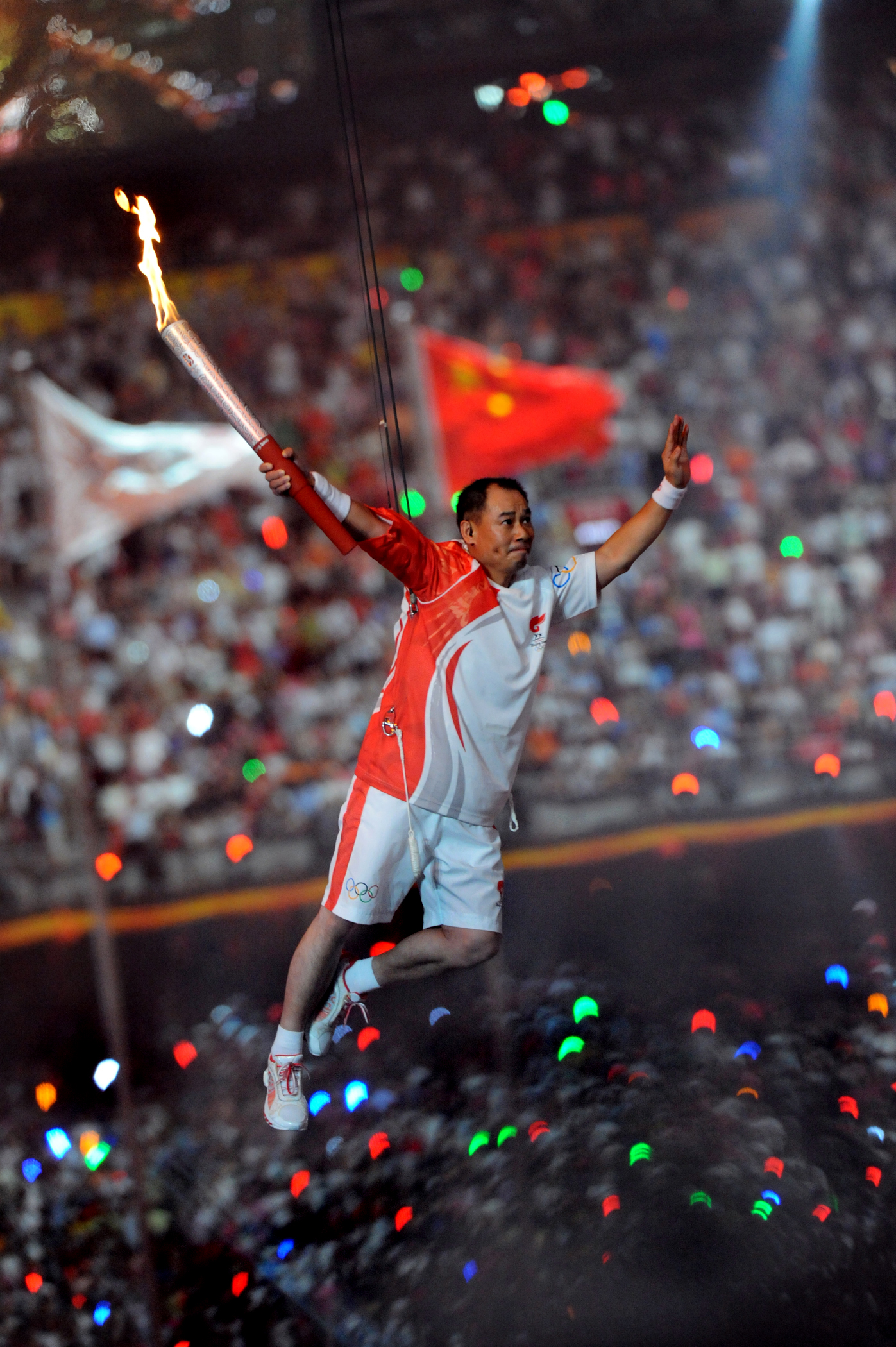
Li Ning se eleva para encender la Llama olímpica en el pebetero.

El abanderado de la delegación china fue el baloncestista Yao Ming, acompañado de un niño superviviente del terremoto de Sichuan de mayo de 2008.
Al finalizar el desfile, el presidente de la República popular de China Hu Jintao declaró oficialmente inaugurados los XXIX Juegos Olímpicos de verano. El juramento Olímpico fue pronunciado por la jugadora de tenis de mesa Zhang Yining por los atletas y por el exgimnasta Huang Liping por los jueces:
« En nombre de todos los competidores, prometo que participaremos en estos Juegos Olímpicos, respetando y ateniéndonos a las reglas que los gobiernan, comprometiéndonos a un deporte sin dopaje y sin drogas, con el espíritu verdadero de la deportividad, por la gloria del deporte y el honor de nuestros equipos.»
« En nombre de todos los jueces y árbitros, prometo que oficiaremos en estos Juegos Olímpicos sin prejuicio, respetando y ateniéndonos a las reglas que los gobiernan con el espíritu verdadero de la deportividad.»

### Encendido del Pebetero Olímpico

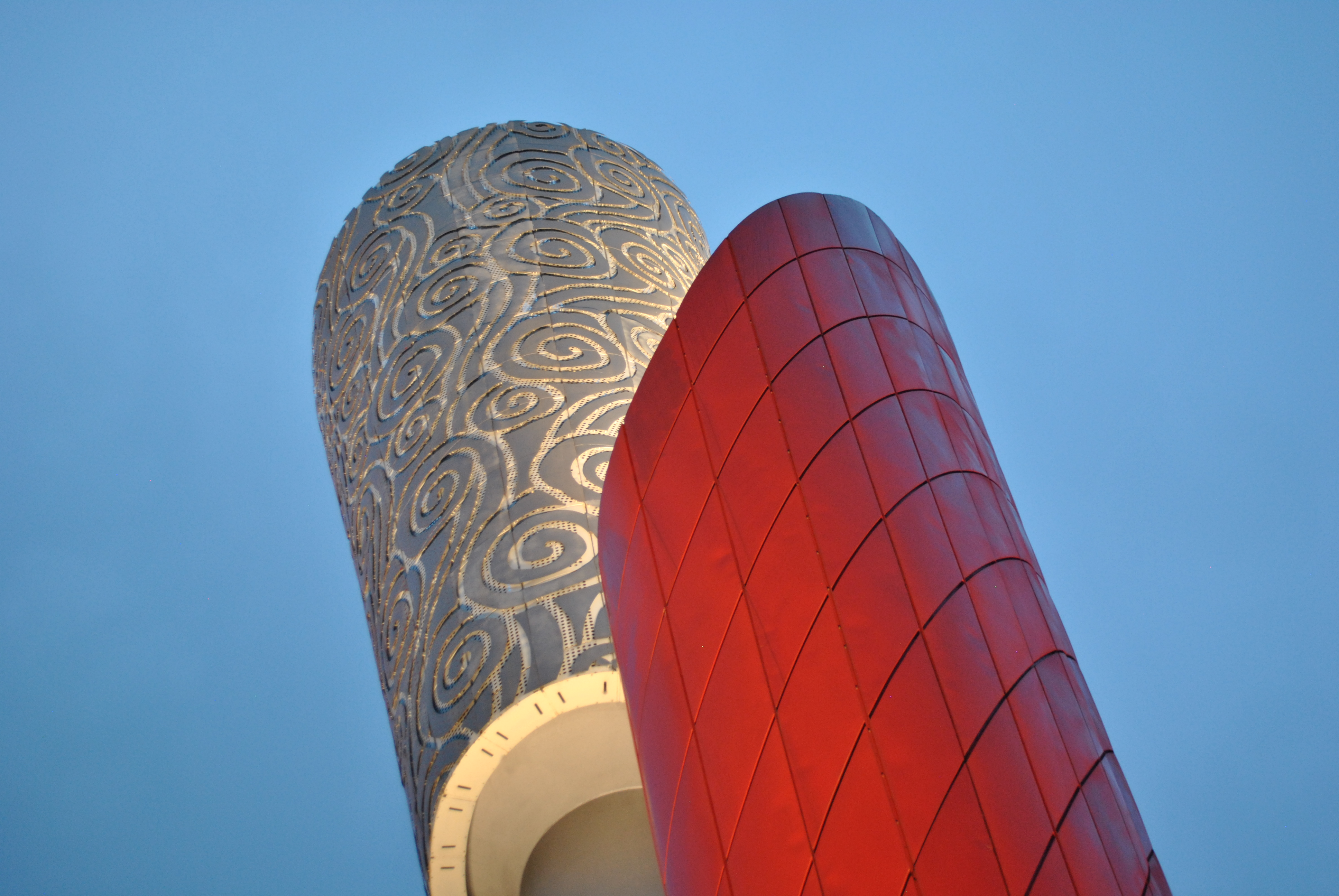
Pebetero de Pekín 2008.

Tras la entrada de la Antorcha Olímpica en el estadio, siete relevistas la llevaron a lo largo de toda la pista para finalmente entregársela al ex-gimnasta chino Li Ning, ganador de tres medallas de oro, dos de plata y una de bronce en los Juegos Olímpicos de Los Ángeles 1984. Apenas recibió el fuego sagrado, Li Ning fue llevado por el aire mediante dos hilos suspendidos que le elevaron hasta lo más alto del estadio para luego empezar a correr. Mientras corría un inmenso lienzo (que daba la apariencia de un pergamino gigante) comenzaba a desplegarse dejando ver imágenes de todos los que portaron  la llama desde que inició su trayecto en Grecia. Al finalizar su recorrido encendió una mecha que transportó el fuego hacia el Pebetero Olímpico, una réplica gigante al que recorrió diversas partes del mundo.

## Crítica
La ceremonia recibió en general buenos comentarios por parte de los críticos de todo el mundo. En España, el diario El País calificó la ceremonia de apertura de "colosal, tanto por su visualidad como por su movilización humana", aunque criticó el estadio olímpico diciendo que "ha empañado el espectáculo al resultar una caldera asfixiante" y acusaba a los arquitectos de no haber reparado en la ventilación. Por su parte, El Mundo decía que fue "un acontecimiento hiperbólico, exhibicionista, poético, cursilón, vistoso y desmesuradamente pirotécnico".
El diario argentino Clarín la calificó de monumental, alzándola como la mejor ceremonia de apertura de todos los Juegos Olímpicos, mientras que el ecuatoriano El Universo la veía como una de las mejores.
Sin embargo, días después se revelaron distintas falsedades sobre la ceremonia, todas ellas admitidas por la dirección artística del evento. Entre ellas cabría destacar que se usaron imágenes grabadas previamente en los ensayos para mostrar los 29 fuegos artificiales que recorrieron Beijing debido a que ese día la visibilidad era baja, a causa de la presencia de bruma ese día. Además, el truco más cuestionado fue hacer cantar a Lin Miaoke, la niña que entonó la "Oda a la Madre Patria" haciendo playback. Esto se debió a que la verdadera cantante, Yang Peiyi, no tenía una apariencia tan representativa de aquel país. Al finalizar los Juegos Olímpicos, se vio a ambas niñas tocando la batería en la ceremonia de clausura.